# Rosa Barenys i Martorell
Rosa Maria Barenys i Martorell (Barcelona, 8 de gener de 1938) és una política i treballadora social catalana.

## Biografia
Diplomada en treball social, de 1956 a 1958 va treballar com a secretària a l'empresa Indo. De 1968 a 1979 va treballar com a assistenta social al Patronat Social del Camp de la Bota, a l'Associació de Pares de Deficients de Sant Adrià de Besòs i a l'Associació de Pares de Deficients de Santa Coloma de Gramenet i de 1970 a 1974 fou membre de la junta de l'Associació d'Assistents Socials de Barcelona.
El 1969 s'afilià a la Federació Catalana del PSOE, en la qual fou membre de l'executiva nacional i de l'executiva del partit i de la UGT a Santa Coloma de Gramenet. Ha estat membre de l'Associació d'Amics de les Nacions Unides de Barcelona de 1968 a 1976 i de l'Associació de Veïns de Santa Coloma de Gramenet de 1973 a 1977.
Membre de la direcció del PSC-PSOE des de 1983, ha estat regidora de l'ajuntament de Santa Coloma de Gramenet el 1979-1985, càrrec al qual renuncià per a dedicar-se plenament a les tasques parlamentàries.
Ha estat diputada al Parlament de Catalunya per la província de Barcelona a les eleccions de 1980, 1984, 1988, 1992 i 1995. Dins del Parlament de Catalunya ha estat presidenta de la comissió de Política Social de 1981 a 1984, presidenta de la comissió del Síndic de Greuges de 1984 a 1988, presidenta de la comissió d'investigació sobre els maltractaments infligits als menors de 1986 a 1988, presidenta de la comissió de Política Social de 1988 a 1992.
També ha estat senadora designada pel Parlament substituint Josep Maria Sala i Grisó el 1997-1999.